# Hrófbergsfjall
Hrófbergsfjall är en kulle i republiken Island. Den ligger i regionen Västfjordarna, 180 km norr om huvudstaden Reykjavík. Toppen på Hrófbergsfjall är 260 meter över havet.
Trakten runt Hrófbergsfjall är nära nog obefolkad, med mindre än två invånare per kvadratkilometer. Närmaste större samhälle är Hólmavík, nära Hrófbergsfjall. Trakten runt Hrófbergsfjall består i huvudsak av gräsmarker.